# 奇想樂團
奇想樂團（英語：The Kinks）是一支英國搖滾樂團，于1964年由雷和戴夫·戴維斯兄弟成立於倫敦北區馬斯韋爾山。它是公認「英國入侵」時代最具代表性和影響力的樂團之一。他們的音樂曲風多元，融合節奏藍調、英國歌舞雜耍、民謠和鄉村等元素。
奇想樂團由雷·戴維斯和戴夫·戴維斯兄弟成立，原始陣容包括雷·戴維斯（主唱、節奏吉他）、戴夫·戴維斯（主奏吉他、歌唱）、皮特·克伊夫（貝斯吉他、歌唱）和米克·艾沃瑞（鼓、打擊樂器）；其中，戴維斯兄弟自始至終走過樂團的32年音樂生涯，而皮特·克伊夫和米克·艾沃瑞分別在1969年、1984年被约翰·道尔顿和巴布·亨利特取代。道爾頓隨後又於1978年由吉姆·羅德福頂替。尼基·霍普金斯在1960年代中期擔綱樂團在錄製專輯時的鍵盤手；往後，約翰·葛斯林、伊恩·吉布斯等人皆曾任全職團員，負責演奏鍵盤樂器。他們於1990年進入搖滾名人堂，1995年解散。
在多年未重聚之後，戴維斯兄弟於2018年宣布他們將重新組建奇想樂團。

## 历史

### 成立（1962 - 1963）
20 世纪 40 年代，戴维斯兄弟雷·戴维斯和戴夫·戴维斯出生在北伦敦的郊区，他们是戴维斯家族的八个兄弟姐妹里最年轻的也是唯二的男孩。
戴维斯家族非常重视音乐教育，雷·戴维斯在小学就学会了弹吉他，在演奏的时候无师自通地尝试把噪音爵士乐和摇滚乐杂糅在一起。随后，雷·戴维斯升入威廉格里姆中学，在此结识了乐队之后的贝斯手皮特·克伊夫，并以雷·戴维斯和皮特·克伊夫的名字作为队名，成立了学生乐队 "the Ray Davies Quartet"。乐队在校园舞会的首演广受好评，这激励了戴维斯兄弟和克伊夫继续在一些当地的酒吧和俱乐部进行表演。一开始，戴维斯兄弟还找来了自己的中学同学罗德·斯图尔特作为乐队的主唱，但斯图尔特没进行几次演出就成立了自己的乐队，在当地成为了戴维斯兄弟乐队的竞争对手。
1962年，18岁的雷·戴维斯离开家乡，升入霍恩西美术学院进修，他学习了大量与电影、素描、戏剧和音乐相关的课程。雷·戴维斯痴迷于爵士和布鲁斯音乐，一天，雷·戴维斯观赏完布鲁斯乐团 Alexis Korner's Blues Incorporated 的演出，他主动向乐队成员 Alexis Korner 请教了不少音乐相关的问题，Korner 把戴维斯引荐给雏鸟乐队的前经理 Giorgio Gomelsky，Gomelsky 让戴维斯结识了活跃于苏活区的爵士和 R&B 乐队 Dave Hunt Band。1963年的新年之夜，the Ray Davies Quartet 协助 Cyril Stapleton 在兰心剧院做了一次演出，这场演出给 Dave Hunt Band 留下了深刻印象，几天后，雷·戴维斯加入 Dave Hunt Band，和当时的 Dave Hunt Band 成员查理·瓦尔茨也有了来往。
1963年2月，雷·戴维斯又加入了 Hamilton King Band，这期间雷·戴维斯离开了学校，Hamilton King Band 很快在6月分崩离析，雷·戴维斯和皮特·克伊夫继续以乐队的名义进行了一些反响平平的音乐创作和演出，1964年，乐队找到了鼓手米克·艾沃瑞加入，并和 Pye Records 签约。这时，乐队的最终队名  "The Kinks"（奇想乐队）被确定。

### 早年活动与成名（1964 - 1965）
1964年2月7日，乐队把翻唱小理查德的 "Long Tall Sally" 作为第一首单曲发行，其中乐队的朋友 Bobby Graham 被邀请作为参与录制的鼓手，这之后 Graham 偶尔会被乐队邀请，作为代替艾沃瑞的鼓手参与录制，比如早期的 "You Really Got Me"、"All Day and All of the Night" 和 "Tired of Waiting for You" 都由 Graham 参与录制而完成。
乐队的第一首单曲尽管得到了乐队经纪人的大力推广，但仍几乎被乐坛和商界忽视，紧接着，乐队的第二首单曲 "You Still Want Me" 在 4 月 17 日发表，但仍反响平平，唱片公司 Pye Records 在此时威胁乐队说，如果第三首单曲仍不成功，就与乐队解约。
"You Really Got Me" 是奇想乐队的第三首单曲，由雷·戴维斯作词作曲，在创作时受到了美国布鲁斯音乐和 The Kingsmen "Louie Louie" 的影响。乐队在 1964 年 6 月 15 日录制了 "You Really Got Me" 的第一版，雷·戴维斯想用更尖锐、原始的声音重录这首歌，在他的坚持下，尽管 Pye Records 拒绝资助重录费用，乐队的制作人 Shel Talmy 主动出来为乐队做担保，7 月 15 日，乐队在伦敦 IBC Studios 重录了 "You Really Got Me"，并在 8 月 4 日将其作为第三首单曲发行。随后，乐队在音乐秀 Ready Steady Go! 上表演了这首歌，这首歌在同时被盗版音乐电台广泛播送，取得了广泛的听众。9 月 19 日，"You Really Got Me" 在英国流行音乐排行榜上夺得头魁。1964年9月2日，美国音乐厂牌Reprise Records把 "You Really Got Me" 引进美国，在美国流行音乐排行榜上也进入前十。
"You Really Got Me" 的吉他 riff 响亮、失真，给人印象深刻，这段 riff 由戴夫·戴维斯演奏，而他实现这种声音的诀窍是把放大器喇叭上的纸盆划破，这样独特风格对后世重金属、硬摇滚和车库摇滚的诞生和发展都有着深远影响。
1964 年 10 月 2 日，在 "You Really Got Me" 获得巨大成功之后，乐队把自己先前录好的一些原创和翻唱歌曲进行整理，以乐队为名发行了第一张专辑 "Kinks"，其中包括 6 首原创曲和 8 首翻唱曲，发行之后很快在英国流行音乐榜取得第四名。10 月 23 日，乐队发行了第四首单曲 "All Day and All of the Night"，该曲和 "You Really Got Me" 风格近似，均为雷·戴维斯作词作曲，在英国流行音乐榜和美国流行音乐榜取得了第二和第七名的好成绩。
1965 年，乐队协同 The Honeycombs 和 Manfred Mann，在澳大利亚和新西兰举行了第一次巡演，之后又去亚洲进行了一次巡演，同时开始进行自己第二张专辑 "Kinda Kinks" 的录音。1965 年 3 月 5 日，"Kinda Kinks" 发行，乐队在其中增加了原创曲的比例，12 首歌中 10 首都是原创曲。这时，乐队内部的气氛开始紧张。5 月 19 日，乐队来到威尔士卡迪夫的 Capitol Theatre 演出，米克·艾沃瑞和戴夫·戴维斯甚至在台上在表演完第一首歌 "You Really Got Me" 就大打出手。戴维斯先是一边辱骂艾沃瑞一边踢他的架子鼓，而艾沃瑞抄起鼓架砸向戴维斯来还击，把戴维斯打到失去意识，艾沃瑞在台上一度以为自己杀了自己的队友而仓惶逃跑。最终戴维斯被送进卡迪夫皇家医院在头上缝了 16 针，艾沃瑞后来向前来调查的警察谎称这只是乐队的一种新表演。
1965 年年中，乐队去美国进行了一次巡演，紧接着就被 AFM（美国音乐家协会）禁止在美国表演 4 年。在当时，禁令下发普遍被归咎于乐队当时的喧闹以及喧闹引发的狂热。而雷·戴维斯之后在自传中回忆说“当时有个人自称自己是电视公司的工作人员，过来指责我们迟到了，然后就开始扯一大堆‘就因为披头士火了，每个英国的拖把头、雀斑脸未成年都以为自己能到美国成就大业’之类的反英言论，紧接着有个人打了他一拳，然后我们就被 AFM 禁止了”
1965 年 11 月 26 日，乐队的第三张专辑《The Kink Kontroversy》发行，尼基·霍普金斯在其中首次担任键盘手。在《The Kink Kontroversy》发行之前，雷·戴维斯曾经短暂地因为巡演、创作和法律纠纷而神经衰弱，在他康复的几个月里，他写了几首歌并仔细思考着乐队的发展方向，这时，乐队的曲风开始发生明显的转变，戴维斯成为了新的创作核心,从单曲 "A Well Respected Man"、"Dedicated Follower of Fashion" 再到专辑《The Kink Kontroversy》，在以往摇滚风的基础之上，戴维斯在谱曲和作词中都添加了很多独具英国风味的社会观察和时政评论。这种更加现实主义的风格成了乐队随后几张专辑的主旋律。

### 成名（1966 - 1972）
1966 年 6 月 3 日，乐队的新单曲 "Sunny Afternoon" 在英国发行，在国内引起了巨大反响，很快就取代了披头士的 "Paperback Writer" 成为新的流行歌曲榜第一。同月，克伊夫遭遇车祸，使他不能继续表演，于是他暂时退出了乐队，约翰·道尔顿在这时取代克伊夫成为乐队短暂的贝斯手，直到同年 11 月克伊夫归队。"Sunny Afternoon" 由戴维斯作词作曲，是戴维斯把温和和抒情相糅合，以普通人日常生活为主题进行叙事的早期代表性创作。霍普金斯在本首单曲和乐队接下来两张专辑的录音中继续担任乐队的键盘手。
1966 年 10 月 28 日，乐队的第四张专辑《Face to Face》发行，在排行榜登上第八，并继续得到了大量好评。同年 11 月，乐队的新单曲《Dead End Street》在英国发行，该曲后来在伦敦的小绿街拍摄MV，成为乐队代表性的 MV 之一。
1967 年 5 月 5 日，乐队发行了由雷·戴维斯作词作曲的新单曲 "Waterloo Sunset" ，讲述了一个居住在伦敦滑铁卢车站的市民作为观察者眼中的滑铁卢。据传，歌词的灵感来源是英国演员 Terence Stamp 和 Julie Christie 的爱情故事。"Waterloo Sunset" 是最乐队最成功，也是传唱度最广的单曲之一，45年后，该曲还在2012伦敦奥运上被演出。
1967年9月15日，乐队的第五张专辑《Something Else by the Kinks》发行，专辑延续了《Face to Face》的英国特色，还加入了不少英国音乐厅风格的编曲。但由于这张专辑的主打曲目都是先前发行过的单曲，市面上已经有了大量包含这些单曲的精选辑，因此该专辑销量不佳。之后，乐队陆续发行了 "Autumn Almanac" 和 "Wonderboy" 两张新单曲，但都因为没有新意而反响平平，"Wonderboy" 还成为了乐队第一首没有登上英国单曲排行榜前 20 的单曲。在乐队面临人气下滑的情境下，雷·戴维斯继续追求着个人创作风格不受商业创作的影响，乐队在雷·戴维斯的主导下开始进行一个叫做“Village Green”的创作计划，成天泡在录音室里。
1968年4月，乐队的经理人为了拯救乐队的人气，为乐队安排了一个月的巡演行程。根据皮特·克伊夫的回忆，这场巡演枯燥乏味，让乐队精神耗尽。6月28日，乐队发行了新单曲 "Days"，登上登上英国单曲排行榜第 12 名。
1968年11月22日，乐队的第六张专辑《The Kinks Are the Village Green Preservation Society》发行，这张专辑由先前的“Village Green”创作计划转化而来，其中的大部分曲目都以英国的乡村生活为主题，一经发行，就在英国和美国好评如潮，但却因专辑中没有传唱度广的单曲而销量不佳。《The Kinks Are the Village Green Preservation Society》还被美国地下摇滚杂志高度赞扬，甚至让乐队一度带有邪典色彩。这张专辑在日后一直保持着关注度，根据雷·戴维斯的描述，尽管初版专辑在当时只售出了大概 10 万份，但在不断的再版中慢慢地变成了乐队销量最好的专辑。
1969年初，皮特·克伊夫再次提出离队，一开始乐队的其他人都没有把克伊夫的话当真，直到1969年4月4日，新音乐快递杂志在乐队中的其他人均不知情的情况下突然发表新文章，介绍了克伊夫的新乐队 Maple Oak。雷·戴维斯一再乞求克伊夫留队一起完成新专辑，可是克伊夫不为所动。随后雷·戴维斯邀请了在克伊夫在医院疗养期间代替其参与乐队活动的 John Dalton 加入乐队，John Dalton 欣然应邀，在1976年之前一直作为乐队的核心成员参与活动。同期，雷·戴维斯前往美国，跟AFM协商，结束了乐队在美国的禁演。
1969年10月10日，乐队发行了第七张专辑《Arthur (Or the Decline and Fall of the British Empire)》，专辑以英国历史和文化和戴维斯兄弟的童年为主题，专辑名 "Arthur" 就来自于戴维斯兄弟的姐姐萝西·戴维斯丈夫的名字 "Arthur Anning"。专辑在评价和商业上都取得成功。为了宣传专辑，乐队还在专辑发行的同月前往美国进行巡演，尽管由于宣传不成功，这次巡演没有取得意料中的人气，甚至好几场预定好的演出还因此被取消，但乐队仍在不少历史上知名的表演场地完成了演出，其中包括纽约的Fillmore East  和洛杉矶的 Whisky a Go Go。
1970年6月12日，乐队发行了新单曲 "Lola"，以和一名异性装扮者的浪漫邂逅为主题，在英美的流行音乐排行榜都登顶前十。由于歌词中含有 "可口可乐"，一度被 BBC 因为反植入性营销的政策而禁播。1970年11月27日，乐队发行了包含单曲 "Lola" 的第八张专辑《Lola Versus Powerman and the Moneygoround, Part One》和包含在专辑中的新单曲 "Apeman"，均获得商业成功和评论界的一致赞许，还登上了销量排行榜前40名，成为了乐队在1960年代中期之后在商业上成绩最好的专辑。
1971年3月26日，乐队的第九章专辑《Percy》发行，这是一张为同名电影创作的原声带。同年，乐队与RCA唱片签订了一笔关于发行五张新专辑的协议，得到了百万美元的预付款，这笔资金帮助乐队创立了自己的音乐唱片 Konk。1971年11月24日，乐队的第十张专辑，也是与RCA签约的第一张专辑《Muswell Hillbillies》发行，这张专辑以戴维斯兄弟从小生长的北伦敦马斯韦尔山命名，主打音乐厅风格和美国乡村音乐和蓝草音乐的融合，这张专辑被视为是乐队“最后一张伟大的专辑”。

### 转型戏剧（1972 - 1976）
1973年，雷·戴维斯开始涉足戏剧风格，开始创作摇滚歌剧企划“Preservation”，这是在乐队“Village Green”创作计划之上更有野望的企划，讲述了社会革命的编年史。在“Preservation”项目创作的同时，乐队扩大了自己的阵容，加入了一个号角组和女声伴唱团，基本上将乐队重新组织成了一个戏剧团。
与此同时，雷·戴维斯的婚姻问题开始对乐队产生负面影响，尤其是当戴维斯的妻子 Rasa 在1973年6月带着孩子离开了戴维斯，戴维斯变得越来越沮丧。1973年7月，乐队在白城体育场的一次演出中，雷·戴维斯告诉观众他“对整个事情都他妈的烦透了”，并且宣布退役。随后，他因药物过量而昏迷，并被送往医院。在雷·戴维斯的情况看起来越来越不稳定的情况下，乐队讨论了之后让戴夫·戴维斯作为主唱继续乐队的计划。不久，戴维斯从病痛和抑郁中恢复，但是在乐队转型戏剧阶段的创作一直得不到稳定发挥，他们已经褪色的知名度由于无法产生稳定的产出而进一步下降。约翰·道尔顿后来评论说，当戴维斯“决定再次工作时......我认为他并没有完全康复，从那以后他就变了一个人了。”
乐队在这一期间发行的专辑《Preservation Act 1》（1973）和《Preservation Act 2》（1974）获得了普遍的差评。这些专辑以一个叫“Mr Flash”的反英雄和他的敌人“Mr Black”（由戴夫·戴维斯在现场演出中扮演）作为主人公，黑先生是一个极端纯粹主义企业家。《Preservation 2》是乐队在 Konk 录制的第一张专辑；从那时起，几乎每一张乐队的录音室专辑都是由雷·戴维斯在 Konk 录制的。
1974年末，乐队展开了一次雄心勃勃的美国巡演，为“Preservation”进行了舞台改编。作家 Robert Polito 曾评论：“雷·戴维斯把奇想乐队变成了一个由十几个穿着戏服的演员、歌手和号手组成的巡回剧团……与录音相比，“Preservation”现场表演得更流畅、更紧凑，也更加有趣。”
戴维斯的下一个项目是为格拉纳达电视台制作音乐剧《Starmaker》。在电视台的一次广播节目中，雷·戴维斯担任主演，奇想乐队则作为伴奏乐队和辅助角色。该项目最终演变成了概念专辑《The Kinks Present a Soap Opera》，于1975年5月发布。其中雷，·戴维斯构思了一位摇滚明星与一个普通人交换角色，做一份朝九晚五的工作的体验。1975 年 8 月，乐队录制了他们的最后一部戏剧作品《Schoolboys in Disgrace》，讲述“Preservation”中的 Mr Flash 的背景故事。这张专辑取得了一定的成功，在公告牌排名第45位。

### 商业成功（1977 - 1985）
在与 RCA 结束合同后，乐队于 1976 年与 Arista Records 签约。在 Arista 管理层的鼓励下，乐队变成了一个五人舞台摇滚组合。在进行 Arista 时期首张专辑的录音会的时候，John Dalton 离开了乐队，作为替代，Andy Pyle 加入会议，并参加随后的巡回演出。
1977 年 2 月 12 日，乐队的新专辑《Sleepwalker》发行，在公告牌排行榜上达到第 21 名。这标志着该乐队的回归，在《Sleepwalker》发布和后续专辑《Misfits》的录制之后，Andy Pyle 和键盘手 John Gosling 为了共同开展开始一项新的项目而离开了乐队。1978 年 5 月 19 日，The Kinks 第二张与 Arista 签约的专辑《Misfits》发布，其中包括了美国热门单曲“A Rock 'n' Roll Fantasy”，帮助该专辑得到了戏剧阶段之后的又一次商业成功。
1977 年 11 月 25 日，乐队发行了新单曲“Father Christmas”，鼓手 Henry Spinetti 的鼓点和戴夫·戴维斯的重型吉他成为了该曲的最大特点，“Father Christmas”很快成为主流广播电台上的经典季节性流行歌。在接下来的巡回演出中，乐队招募了前 Argent 贝斯手 Jim Rodford 和前 Pretty Things 键盘手 Gordon Edwards，不过 Gordon 很快因不出席录音会中而被开除。
1979 年 7 月 10 日，乐队发行了以四重奏的形式录制的新专辑《Low Budget》，其中雷·戴维斯担任键盘手，而乐队的键盘手 Ian Gibbons 则被招募参加随后的巡回演出，并成为该组合的常任成员。这一时期，尽管成员不断变动，乐队的唱片和演唱会的流行程度开始稳步增长。自 20 世纪 70 年代末以来，乐队的经典作品开始不断被新的流行乐队翻唱，比如 The Jam（“David Watts”）、伪装者合唱团（“Stop Your Sobbing”、“I Go to Sleep”）、The Romantics（“Hung On You）以及 The Knack（“The Hard Way”），这次翻唱潮引起了人们对乐队新作品的关注。1978 年，Van Halen 翻唱的“You Really Got Me”还成为了美国的 Top 40 热门单曲。这些都帮助推动了乐队的商业复苏（Van Halen 后来还翻唱了另一首奇想乐队的早期歌曲“Where Have All the Good Times Gone”，这首歌曾被大卫·鲍伊在他的1973年专辑《Pin Ups》中翻唱）。
1979 年 7 月 10 日，乐队发行了硬摇滚风格的新专辑《Low Budget》，这张专辑成为了金唱片，并成为乐队在美国排名最高的原创专辑，达到了第11名。1980 年，乐队的第三张现场专辑《One for the Road》和同名录像带制作完成，也使乐队演唱会的吸引力达到了巅峰，一直持续到1983年。同时，戴夫·戴维斯也利用乐队商业上的进步实现了他十年来发布个人专辑的愿望，在1980年发行了个人专辑《Dave Davies》，该张专辑也由于封面描绘了一张含有“AFL1-3603”的条形码而被称为“AFL1-3603”。1981年，戴夫还制作了另一张不那么成功的个人专辑《Glamour》。
1981 年 8 月 15 日，乐队发行了新专辑《Give the People What They Want》，其中包含了热门单曲“Better Things”和“Destroyer”。为了宣传这张专辑，Kinks 在 1981 年底和 1982 年大部分时间里坚持进行了大量巡演，在澳大利亚、日本、英格兰和美国都举办了多场一经开办就门票售罄的演唱会。巡演以在美国加利福尼亚圣贝纳迪诺 US Festival 上的演出为高潮，吸引了 20.5 万观众。
1983 年 6 月 10 日，乐队发行了新专辑《State of Confusion》，这也标志着乐队第二次商业成功的结束。至此之后，乐队的受关注度又开始日益下降，这一趋势也影响了滚石乐队、谁人乐队这些和奇想乐队同时期发迹的摇滚乐队。
1983 年下半年，雷·戴维斯开始筹备一部野心勃勃的个人电影项目《回到滑铁卢》（Return to Waterloo），这部电影让当时还不知名的蒂姆·罗斯扮演主角，讲述一个伦敦通勤者在白日梦中扮演一个连环杀手。但是，雷·戴维斯对电影编写、导演和配乐的投入导致他与弟弟之间的关系出现紧张。同时，雷·戴维斯结束了和克里西·海特之间的恋爱，戴夫·戴维斯和鼓手米克·艾沃瑞之间的旧恩怨也再次燃起。戴维斯最终拒绝再与艾沃瑞合作，并要求由 Argent 的前鼓手鲍勃·亨里特取代艾沃瑞作为乐队的新鼓手，最终，艾沃瑞离开了乐队。不过雷·戴维斯与艾沃瑞仍保持友好关系，邀请他参与 Konk 的管理，艾沃瑞则接受了邀请，继续担任后来乐队专辑的制作人，并偶尔参与乐队创作。
1984 年 11 月 19 日，在完成了《回到滑铁卢》的制作之后，乐队发行了与 Arista 唱片签约的最后一张专辑《Word of Mouth》。该专辑中有三首歌曲由艾沃瑞演奏，其余则由亨里特和鼓机完成。专辑中的许多曲目也出现在《回到滑铁卢》中作为配乐。《Word of Mouth》的主打歌“Do It Again”于 1985 年 4 月作为单曲再次发行，在美国公告牌单曲榜上排名 41，这也是乐队最后一次进入公告牌前 100 名的单曲。与专辑同时发行的还有前三本介绍奇想乐队的书籍，分别是：Jon Savage 编写的《The Kinks: The Official Biography》、摇滚评论家 John Mendelsohn 编写的《The Kinks Kronikles》以及 Johnny Rogan 编写的《The Kinks - The Sound And The Fury》。

### 停止活动（1986 - 1997）
1986年初，乐队与美国的 MCA 唱片公司和英国的伦敦唱片公司签约。同年 11 月 17 日，乐队获得新签约后的第一张专辑《Think Visual》发行，其中两首抒情歌“Lost and Found”和“Working at the Factory”描绘了流水线上的蓝领生活，而专辑同名主打曲“Think Visual”则抨击了乐队在 80 年代早期曾从中获利的 MTV 文化。该专辑在美国公告牌专辑榜上排名 81，取得了适度的声量。
1987 年，乐队发行了新的现场专辑《The Road》，然而其商业和评论表现都十分平庸。1989 年 10 月 2 日，乐队发行了新专辑《UK Jive》，这张专辑的商业成绩惨淡，仅在公告牌专辑榜上短暂地进入了第122名，最终导致 MCA 与乐队解约，乐队在 25 年间首次失去了唱片公司合约。随后，长期担任键盘手的伊恩·吉布斯离开了乐队，被马克·哈利取代。
1990 年，乐队在符合条件的第一年就入选了摇滚名人堂，乐队经典阵容的皮特·克伊夫和米克·艾沃瑞也出席了领奖现场。然而，这次入选并没有使得乐队的事业焕发新春。为了履行合约，MCA 于 1991 年发行了一张乐队的精选集《Lost & Found (1986–1989)》，也标志着乐队与 MCA 正式结束了合作。同年，乐队与哥伦比亚唱片签约，并在 1991 年发行了一张 EP 《Did Ya》，其中包括“Days”的新录音室版本在内的五张单曲，但该 EP 依旧销量惨淡。
1993 年，乐队为了录制他们与哥伦比亚签约的第一张专辑《Phobia》恢复为四人组合。在皇家阿尔伯特音乐厅进行演出后，马克·哈利离开了乐队，随后伊恩·吉布斯重新加入乐队并参加了美国巡演。1993 年 3 月 29 日，《Phobia》发行，该专辑在美国公告牌专辑榜上仅排名 166，在英国的影响力也十分惨淡。1994 年，乐队被哥伦比亚唱片解约。
1994 年 10 月 3 日，乐队通过自己的唱片公司 Konk 发行了现场专辑《To the Bone》，其中一部分于 1993 年和 1994 年极其成功的英国巡演时录制，另一部分在 Konk 录音室面向少数受邀观众进行了录制。两年后，乐队在美国发行了一套优化版的双 CD 专辑，仍然以同样的名字命名，并包含两首新的录音室曲目“Animal”和“To The Bone”。CD套装还包括了许多老歌的新编。这张唱片得到了不错的评论，但几乎没有商业成绩。
90 年代中期，由于英伦摇滚的兴起，而几支热门的英伦摇滚乐队都将奇想乐队视为重要的影响者，奇想乐队的知名度又出现了显著提升。可尽管在评论上饱受赞誉，该乐队的商业价值愈发消散，乐队的活跃度越来越低，戴维斯兄弟开始去追寻自己的兴趣，1995年初，雷出版了名为《X-Ray》的自传，戴夫则在一年后发布了自己的回忆录《Kink》。1996 年中期，奇想乐队为戴夫的 50 岁生日举行派对进行了最后一次公开演出，并举办派对，这也成为乐队成员最后一次聚集在一起演出的时刻。奇想乐队的研究者道格·辛曼（Doug Hinman）评论道：“这一事件的象征意义不容忽视。生日派对在奇想乐队音乐生涯的发源地“Clissold Arms”酒吧举行，酒吧的街对面就是戴维斯兄弟幼年在北伦敦福尔蒂斯格林的家。”

### 现状（1998 - ）
在此之后，乐队成员都开始专注于个人项目，戴维斯兄弟都继续着自己的音乐创作。雷·戴维斯在 1998 年发布了个人专辑《Storyteller》，这张专辑早在两年前就以一种歌舞表演形式创作完成，致敬了他的旧乐队和与他关系疏远的兄弟。美国音乐电视台 VH1 从表演中发现灵感，推出了名为《VH1 Storytellers》的电视节目，邀请众多著名摇滚艺术家参加。
乐队停止活动后，1994 年，乐队前成员约翰·葛斯林、约翰·道尔顿和米克·艾沃瑞进行过一次名为“Kast Off Kinks”的奇想乐队老歌演唱会。尽管一直都有奇想乐队将重聚的传言，但戴维斯兄弟都对之不知可否。直到 2003 年初，在乐队的 40 周年纪念临近之时，戴维斯兄弟表达了再次合作的兴趣。然而，同年 6 月，戴夫在出电梯时突然中风，影响了他的演奏能力和语言表达能力，令重聚的希望落空。2005 年 11 月被英国音乐名人堂正式入选，此时戴夫已经康复，乐队四名原始成员出席颁奖典礼，这次入选推动了乐队唱片的销量。2007 年 8 月，乐队的新精选辑《The Ultimate Collection》重新在英国专辑排行榜排名第 32，同时在英国独立专辑排行榜上排名第一。
2010 年 6 月 23 日，接受透析治疗超过十年的乐队前贝斯手皮特·克伊夫去世，享年66岁。
2018 年 1 月 20 日，乐队前贝斯手的吉姆·罗德福去世，享年76岁。
2019 年 8 月 1 日，乐队前键盘手伊恩·吉布斯因癌症去世，享年67岁。